# Bernardo (vescovo di Gaeta)
Bernardo (Gaeta, ... – prima del luglio 1049) è stato un vescovo cattolico bizantino.

## Biografia
Nato verso la metà del X secolo, era figlio di Marino II, duca di Gaeta; fu anche fratello di Giovanni III e zio di Giovanni IV, successori di Marino.
Avviato alla carriera ecclesiastica, fu eletto vescovo di Gaeta prima di maggio 997: infatti in quel mese fu redatto un atto di locazione di beni della Chiesa di Gaeta dati a privati, in cui Bernardo si dichiara clericus… quia debeo ad ordinem episcopatus adtingere. Nel settembre dello stesso 997 era già consacrato e concedeva una chiesa in Gaeta a tre ecclesiastici romani; si recava a Roma verso la fine del 998 per prendere parte al sinodo svolto in San Pietro da papa Gregorio V per problemi relativi alle diocesi di Francia.
In ogni caso, il vescovo più che all'aspetto pastorale fu impegnato sul fronte della gestione e dell'amministrazione del patrimonio della Chiesa; nei preamboli di due documenti del marzo 1003 e del dicembre, enunciò i principi con cui intendeva portare avanti l'amministrazione ecclesiastica: 
- incrementare il patrimonio e i redditi, in modo che il clero potesse disporre di adeguati redditi per condurre una vita consona alla loro posizione sociale;
- condurre gli affari con enti esterni in modo vantaggioso per la Chiesa;
- mantenere con cura i documenti che provino la corretta appartenenza delle diverse proprietà della Chiesa.

Bernardo si trovava, però, nel particolare momento storico in cui alcuni cittadini iniziavano a chiedere alcune libertà, mentre i piccoli feudatari del gaetano cercavo di contrastarlo, portando avanti i loro interessi particolari. Il vescovo riuscì in ogni caso a prevalere sia sui primi che sugli altri, soprattutto grazie all'appoggio dell'imperatore Ottone III ed anche di sua cognata Emilia, che governava il ducato come reggente del figlio Giovanni.
Gli ultimi anni del suo episcopato non sono documentati a sufficienza: l'ultimo riferimento è relativo al 1032, lo stesso anno in cui viene ricordata per l'ultima volta la cognata Emilia. Esiste anche un documento, che alcuni storici ritengono molto dubbio, che gli estensori del Codex diplomaticus Caietanus fanno risalire al maggio 1047.
Certamente morì prima del luglio 1049, perché in tale data è già documentato il suo successore Leone.